# Aurae
De aurae zijn in de Griekse mythologie de gevleugelde nimfen van de bries, en waarschijnlijk dochters van Boreas, de noordenwind, of van alle vier de winden (Anemoi).